# 1. Simmeringer SC
A 1. Simmeringer egy osztrák sport és labdarúgóklub, melynek székhelye Bécsben található. 1901-ben alapították. A klub hivatalos színei: vörös és fekete. A harmadosztály keleti csoportját (Regionalliga Ost) négy alkalommal nyerte meg.

## Sikerlista
- Osztrák bronzérmes (1): 1925–26